# That Certain Summer
That Certain Summer é um telefilme dramático americano de 1972, dirigido por Lamont Johnson. A telepeça de Richard Levinson e William Link foi considerado a primeira representação simpática de gays na televisão americana. Produzido pela Universal Television, foi transmitido como ABC Movie of the Week em 1º de novembro de 1972 e recebeu vários prêmios e indicações para a televisão. O filme também foi reconhecido como o primeiro drama da rede a retratar um casal estável do mesmo sexo; o primeiro a retratar um pai gay; e o primeiro show temático gay a ganhar um Emmy, com Scott Jacoby vencendo por sua atuação. Uma novelização do filme escrita por Burton Wohl foi publicada pela Bantam Books.

## Enredo
O empreiteiro divorciado de São Francisco, Doug Salter, está ansioso pela visita de verão de seu filho Nick, de 14 anos, que mora em Los Angeles com sua mãe Janet. O menino não sabe que seu pai é gay e tem um relacionamento sério com Gary McClain, seu companheiro de vida há vários anos. Gary fica temporariamente com sua irmã e seu cunhado para que Doug possa se assumir para Nick e contar a ele sobre o relacionamento deles, em vez de surpreendê-lo de uma vez. Mas Gary passa a maior parte do tempo com Doug e Nick, e o menino percebe que seu pai parece estranhamente próximo de Gary. A certa altura, Doug tira o relógio para entrar em um aquário. Nick vê a inscrição no relógio - "To Doug With Love Gary" e percebe que seu pai e Gary são mais do que amigos. Muito confuso, ele foge. Janet chega de Los Angeles enquanto Doug e Gary estão procurando por ele. Nick está no celeiro do teleférico, onde um simpático funcionário da Muni, percebendo que o menino tem algo em mente, o convence a ir para casa. Janet e Gary têm uma conversa comovente durante a qual Gary afirma: "Se eu fosse mulher, tudo isso seria aceitável!" ao que Janet responde calmamente: "Se você fosse mulher, eu saberia como competir com você." Enquanto isso, Doug e Nick saíram sozinhos para conversar. Nick já ouviu falar da palavra “homossexualidade”, mas não tem certeza do que significa. Doug tenta explicar: “Gary e eu temos uma espécie de casamento”. É demais para Nick aceitar; a visita termina então é hora de ele fazer as malas e ir para casa. Doug e Janet conversam brevemente e Janet diz a ele para não se preocupar com Nick. "Apenas dê a ele um pouco de tempo."